# Endoufielle
Endoufielle (gaskognisch Endofièla) ist eine französische Gemeinde mit 516 Einwohnern (Stand: 1. Januar 2022) im Département Gers in der Region Okzitanien. Sie gehört zum Arrondissement Auch und zum Kanton L’Isle-Jourdain. Die Einwohner werden Endoufiellois genannt.

## Geografie
Endoufielle liegt etwa 28 Kilometer westsüdwestlich von Toulouse. Nachbargemeinden sind Marestaing im Norden, Auradé im Osten und Nordosten, Seysses-Savès im Südosten, Pompiac im Süden, Cazaux-Savès im Westen sowie Castillon-Savès im Westen und Nordwesten.

## Bevölkerungsentwicklung
| Jahr                      | 1962 | 1968 | 1975 | 1982 | 1990 | 1999 | 2006 | 2011 | 2016 |
| ------------------------- | ---- | ---- | ---- | ---- | ---- | ---- | ---- | ---- | ---- |
| Einwohner                 | 402  | 348  | 310  | 312  | 397  | 446  | 531  | 568  | 537  |
| Quelle: Cassini und INSEE |      |      |      |      |      |      |      |      |      |

## Sehenswürdigkeiten
- Kirche Saint-Germier